# Olivier Saive
Pour les articles homonymes, voir Saive (homonymie).
Olivier Saive, né le 31 août 1963 à Rocourt (province de Liège), est un auteur de bande dessinée et dessinateur de presse belge.

## Biographie
Olivier Saive naît le 31 août 1963 à Rocourt, il s'inscrit à l'École supérieure des arts Saint-Luc de Liège, mais n'y reste qu'une semaine. Il fait la connaissance des dessinateurs de bandes dessinées Fabrizio Borrini, Éric Maltaite et Stéphane Colman et assiste ce dernier sur la mise en couleur de son album White le Choc en 1982.
Saive publie son premier album, Virage, dans la collection « Atomium » chez Magic Strip en 1984. Il accomplit ensuite son service militaire, et revient à la bande dessinée avec son album La Ligne universelle, publié aux Éditions du Miroir en 1987. À cette époque, il travaille également sur plusieurs projets publicitaires et infographiques.
Il adapte en bande dessinée l'émission de télévision consacrée à la marionnette Tatayet du ventriloque Michel Dejeneffe avec Raoul Cauvin au scénario en 1989. Deux albums sont publiés par Marsu Productions en 1990 et 1991. En 1992, il relance le personnage Chaminou de Raymond Macherot pour la même maison d'édition et il réalise trois albums jusqu'en 1995, les deux derniers à partir de scénarios de son frère Bruno. Par après, Saive se tourne vers le travail d'illustration pour Le Soir, Athéna et Imédiaire et exécute des travaux publicitaires. En 1998, il publie la bande dessinée en noir et blanc Saive qui peut ! chez Point Image.
Il réalise ensuite deux séries humoristiques éphémères pour Casterman au début des années 2000, Les Jeux sont faits ! (avec Vincent Dugomier) et Maman et moi sur un scénario de Marylène Bruno. En 2005, il répond à l'appel de l'armée belge et participe au collectif BDéfense ! vendu au profit d'œuvres caritatives. Saive devient le dessinateur de la série Les Foot Maniacs chez Bamboo Éditions à partir du quatrième album en 2006 et qu'il poursuit à ce jour (2025), cette bande dessinée traite du monde du football de manière humoristique sur des scénarios de Béka puis d'autres. Saive dessine également deux albums de la série Les Fondus, pour le même éditeur.
Saive est présent dans le magazine Spirou depuis 1989 avec de gags de Sergio Salma, des illustrations éditoriales et des nouvelles, mais aussi avec des séries éphémères comme Les Maîtres du Monde (scénario de Jean-Louis Janssens) et Michou Gropou scénarisé par Zidrou. Mais sa série la plus connue pour le magazine est Les Poulets du Kentucky, qu'il commence avec le co-scénariste Hervé Richez en 2009 , deux albums chez Dupuis. En 2012, il dessine le huitième tome de la série Vie de merde pour Jungle !. Puis, il adapte en bande dessinée les sketches de l'humoriste français Olivier de Benoist, deux albums sont publiés en 2012 et 2013. De 2013 à 2017, il participe à la série Les Fondus du vin en dessinant les tomes 3, 4, 6, 7 et 8. Avec le scénariste Denis Lapière, il dessine Le Professeur ZD, pour zéro déchet, une bande dessinée éducative distribuée aux écoliers de la Province de Liège en 2016. En 2019, il réalise une fresque représentant Liège à la gare Saint-Lambert.
En plus de ses activités d'artiste, Saive s'associe au mathématicien Luc de Brabandere et fonde CartoonBase, une société qui sert de canal de syndication pour divers artistes européens en 2001. En 2015, Martin Saive — le fils d'Olivier — en reprend la gestion.
En outre, Olivier Saive participe à différents albums collectifs tels que 20 couvertures pour Spirou et Fantasio (1987), Putinkon, le retour (1994), Hommage à Paul Deliège (1997), C'est fou le foot sans les règles (1998), Borne toubi Waïld (2010), Revoilà Popeye : hommage à l'œuvre et aux personnages d'Elzie Crisler Segar (2012), La Galerie des illustres (2013), La Galerie des gaffes (2017) et Le Dilemme (2021).

## Publications

### One shots
- Virage !, Magic Strip, coll. « Atomium 58 », Bruxelles, 1984
Scénario et dessin : Olivier Saive - Couleurs : bichromie -  (ISBN 978-2-8035-0100-7)[28]
- La Ligne universelle, Éditions du Miroir, Louvain-la-Neuve, 1987
Scénario et dessin : Olivier Saive - Couleurs : quadrichromie -  (ISBN 978-2-87142-017-0)[29]
- Saive qui peut[30],[31] ! - 44 pages pour en finir…, Point Image, coll. « Monde cruel », Bruxelles, mai 1998
Scénario et dessin : Olivier Saive - Couleurs : noir et blanc -  (ISBN 2-930110-28-7)
- HS Les Duos de Cauvin, CBBD et La Poste belge, coll. « Philabédé », Bruxelles, 30 octobre 2006
Scénario : Raoul Cauvin - Dessin : collectif dont Saive - Couleurs : quadrichromie,Format A5. Tirage limité à 1 600 exemplaires numérotés. Revêtu des 15 duostamp® émis par La Poste belge, frappés d'un cachet réalisé par Walthéry, spécialement créé pour l’occasion.
- 1. L'École c'est la jungle - La Classe en folie[32], éditions P'tit Louis, 1 octobre 2010
Scénario et dessin : Olivier Saive - Couleurs : Studio Vicky -  (ISBN 978-2-914721-40-0)Depuis plus de dix ans, Olivier Saive collabore aux mensuels La Classe et La Classe Maternelle. Il signe un strip mensuel inspiré par l'univers scolaire[33].

### Para-BD
À l'occasion, Olivier Saive réalise des calendriers, affiches, ex-libris, cartes ou cartons, étiquettes de bière ou de vin et commet des travaux publicitaires. Il réalise également des affiches de festivals de bande dessinée.

## Prix et récompenses
- 1992 :  prix avenir décerné par la Chambre belge des experts en bande dessinée[40] pour La Peur du loup.

#### Livres
: document utilisé comme source pour la rédaction de cet article.
- Jacques Fiérain, « Saive, Olivier », dans La BD dans les provinces de Liège, Namur et Luxembourg, Charleroi, Éd. l'Âge d'or, 2004, 112 p., ill. ; 31 cm (ISBN 9782960019698, OCLC 470388297, présentation en ligne), p. 92.
- Henri Filippini, « Saive, Olivier », dans Dictionnaire de la bande dessinée, Paris, Bordas, 2005, 912 p., ill. ; 27 cm (ISBN 9782047299708 et 2047299705, OCLC 1009545288, présentation en ligne), p. 857. .
- Philippe Mellot, Michel Denni, Laurent Turpin et Isabelle Morzadec, Trésors de la bande dessinée : BDM 2021-2022 - Catalogue encyclopédique et Argus, Paris, Les Arènes, novembre 2020, 22e éd., 1700 p., ill. ; 23 cm (ISBN 9791037502582, OCLC 1240308146, présentation en ligne), p. 210, 225, 259, 444, 445, 592, 610, 656, 697, 709, 815, 902, 916, 992, 1106, 1284, 1291. .

#### Périodiques
- Olivier Saive (interviewé par Benoît Houbart), « Brefs parcours : Olivier Saive », Rêve-en-Bulles, ADACBD, no 5,‎ mai - juin 1993, p. 40-41.
- « Saive : nom d'un chat ! », Auracan, Graphic Strip, no 2,‎ novembre - décembre 1993, p. 14-17 (ISSN 0777-5962).
- Jean-Pierre Fuéri, « La Galerie des illustres », Spirou, Dupuis, no 3723,‎ 19 août 2009.

#### Articles
- Olivier Saive (interviewé par Nicolas Anspach), « Olivier Saive (Les Poulets du Kentucky) - 2/2- : "J’ai de nombreuses histoires dans mes cartons, pas forcément humoristiques " », ActuaBD,‎ 7 mai 2010 (lire en ligne, consulté le 8 novembre 2023).

#### Vidéographie
- [vidéo] « Entretien avec Olivier Saive partie 1/2 », sur YouTube
- [vidéo] « Entretien avec Olivier Saive partie 2/2 », sur YouTube.